# Hreljin Ogulinski
Hreljin Ogulinski je naselje u Republici Hrvatskoj, u sastavu Grada Ogulina, Karlovačka županija.
Naselje se smjestilo na lijevoj i desnoj obali rijeke Dobre od Perić mosta (županijska granica) do Jelačkog i ima više zaselaka: Oklinak, Brestovac, Stjepanovići, Brozovići, Kučaj, Kostelići, Mirić-Selo, Okruglica i Zečica. Mjestom prolazi državna cesta D42 i željeznička pruga.
Crkva Sv. Antuna Padovanskog izgrađena je 2000. godine.

## Stanovništvo
Po popisu stanovništva iz 2021. godine, naselje je imalo 446 stanovnika.
| broj stanovnika | 307   | 296   | 405   | 737   | 744   | 729   | 662   | 755   | 734   | 705   | 717   | 757   | 698   | 671   | 595   | 549   | 446   |
|                 | 1857. | 1869. | 1880. | 1890. | 1900. | 1910. | 1921. | 1931. | 1948. | 1953. | 1961. | 1971. | 1981. | 1991. | 2001. | 2011. | 2021. |